# Cardioglossa nigromaculata
Cardioglossa nigromaculata är en groddjursart som beskrevs av Fritz Nieden 1908. Cardioglossa nigromaculata ingår i släktet Cardioglossa och familjen Arthroleptidae. IUCN kategoriserar arten globalt som nära hotad. Inga underarter finns listade.